# شیانگتانگ، جیانگشی
شیانگتانگ، جیانگشی (به لاتین: Xiangtang) یک شهرک در جمهوری خلق چین است که در Nanchang County واقع شده‌است. شیانگتانگ ۱۴۶ کیلومتر مربع مساحت و ۱۵۰٬۰۰۰ نفر جمعیت دارد و ۳۱ متر بالاتر از سطح دریا واقع شده‌است.